# Разгрузочный жилет

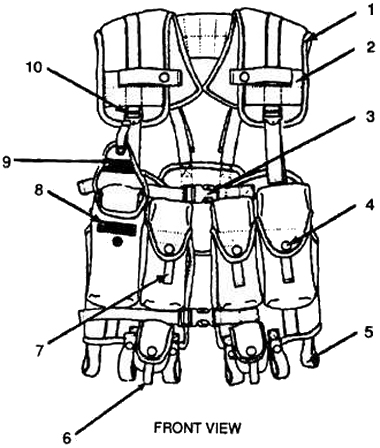
IIFS, в переводе индивидуальная интегрированная боевая система, вариант для стрелка.

Разгрузочный жилет или Разгрузка — элемент одежды, предназначенный для комфортного ношения большого количества мелких вещей
(военнослужащий, турист и тому подобное) или (и) для снижения нагрузки на позвоночник при подъёме тяжестей (грузчик, строитель и тому подобное).
Первый имеет вид жилета с большим количеством разнообразных специальных карманов и креплений, второй имеет вид корсета и может выполняться с использованием каркаса (элементов каркаса). Разгрузочный жилет военной экипировки (тактический жилет) — элемент снаряжения (экипировки) военнослужащих, в основном стрелков стрелковых войск (пехоты) и её разновидностей — мотострелков (мотопехоты), горных стрелков, воздушно-десантные войска, морская пехота). Представляет собой жилет с большим количеством специальных карманов или креплений. Предназначен для комфортного ношения оружия, магазинов к нему, гранат, фляги, медицинского пакета, аптечки и тому подобного и удобного извлечения их к применению.

## История

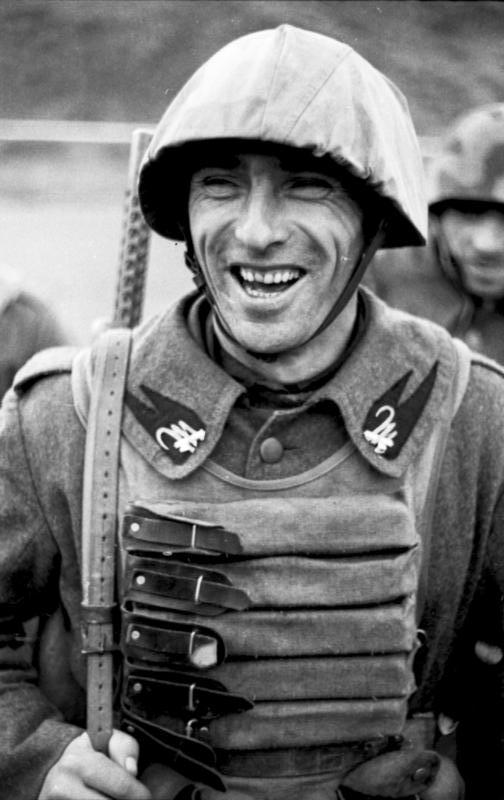
Боец штурмового батальона Республиканской национальной гвардии Итальянской социальной республики c пистолетом-пулемётом Beretta MAB 38, в каске обр.1933 года и жилете (1943 год)

Одними из первых разгрузочные жилеты начали использовать воздушно-десантные войска Италии. Для парашютистов были разработаны несколько вариантов жилетов, которые надевали через голову и застёгивали по бокам. Жилеты для парашютистов-автоматчиков имели четыре или семь горизонтальных сумок для магазинов к пистолету-пулемёту Beretta MAB 38, нашитых на груди. Ещё один вариант жилета уже в 1942 году начали изготавливать для парашютистов-сапёров, которые входили в состав штурмовых групп (вместо прямоугольных подсумков для автоматных магазинов на груди этих жилетов были нашиты квадратные карманы для размещения подрывных зарядов, детонаторов и инструмента).
В итальянской морской пехоте уже в 1942 году использовали ещё один вариант жилета — с горизонтальным размещением карманов для 7 магазинов к пистолету-пулемёту Beretta MAB 38 на груди и дополнительными карманами на спине.
В Англии был разработан жилет для коммандос (Battle Jerkin).
В США специально для высадки в Нормандии разработали и приняли на снабжение «штурмовой жилет» для рейнджеров. Изготавливался он из прочной хлопчатобумажной ткани и имел восемь вместительных карманов. Приталенный покрой этого жилета позволял бегать и ползать значительно свободнее, чем с «гирляндами» множества сумок. На спине жилета размещался большой карман, равный по объёму пехотному ранцу.
После Второй мировой войны жилеты применялись в британской САС и некоторых других специальных подразделениях. Но они не получили по-настоящему широкого распространения.
Во время войны во Вьетнаме разгрузочные жилеты широко использовались партизанами НФОЮВ (уже в 1965 году у отдельных партизан были сшитые из ткани жилеты с четырьмя вертикальными карманами для магазинов к американским самозарядным карабинам М1) и подразделениями Вьетнамской народной армии, наибольшее распространение получил разработанный в КНР брезентовый жилет «тип 58», имевший карманы на три магазина АК и 4 гранаты типа Ф-1 (хотя в отрядах НФОЮВ встречались жилеты иной конструкции — на четыре или пять автоматных магазина). Такие жилеты в некоторых случаях могли защитить от ударов холодным оружием, попадания случайных осколков и даже пуль — на месте одного из боевых столкновений военнослужащими США было найдено тело вьетнамца в разгрузочном жилете, находившиеся в котором снаряженные патронами стальные магазины к автомату Калашникова остановили две 5,56-мм автоматные пули.
Данные жилеты широко использовались во многих локальных войнах XX века. В начале 1980-х годов попали они и в Афганистан вместе с китайскими АК к душманам, где получили признание у отдельных советских военнослужащих, в связи с неудобством ношения РПС (ременно-плечевая система (Load Bearing Equipment) или отсутствием таковой. Некоторые оценили китайские разгрузочные нагрудники, предпочитали их советскому снаряжению (РПС) и стали активно использовать как трофейные «Чи-Ком», так и самостоятельно сшитые. Неизвестно, послужил или нет «Чи-Ком» прообразом советского нагрудника Пояс-А. Возможно, тогда же и родилось выражение «армейский лифчик».
В конце 1980-х годов армия США приняла на снабжение разработанный жилет Load-Bearing Vest M-1988, который заменил РПС ALICE.
В 1987 году были разработаны и изготовлены опытные образцы экипировки такого типа для сухопутных войск СССР.
Для российских вооружённых сил в начале 1990-х годов был разработан жилет транспортный универсальный 6Ш92, который выпускался несколькими предприятиями и частными компаниями в нескольких различных вариантах исполнения (6Ш92-1, 6Ш92-2 и др.). Кроме того, в 1990-е годы в спецподразделениях вооружённых сил и МВД России начали использовать разгрузочные жилеты иных систем, в том числе иностранного производства, а также нестандартизованные и малосерийные. В середине 2000 годов был разработан модульный жилет УМТБС, после завершения испытаний разрешенный к использованию в войсках.
В 2017 году было объявлено о разработке для войск специального назначения России комплекта экипировки нового образца (в состав которого включён разгрузочный жилет).

## Галерея

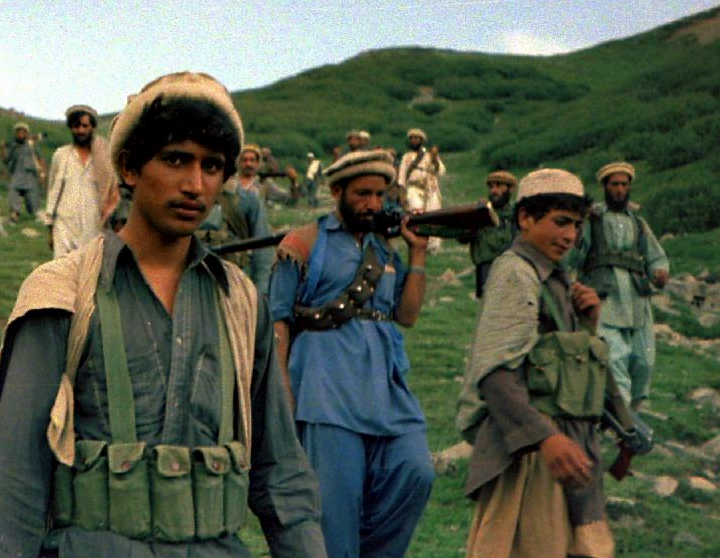
Душманы переходят афгано-пакистанскую границу, 1985 год, у крайнего справа Чи-ком.
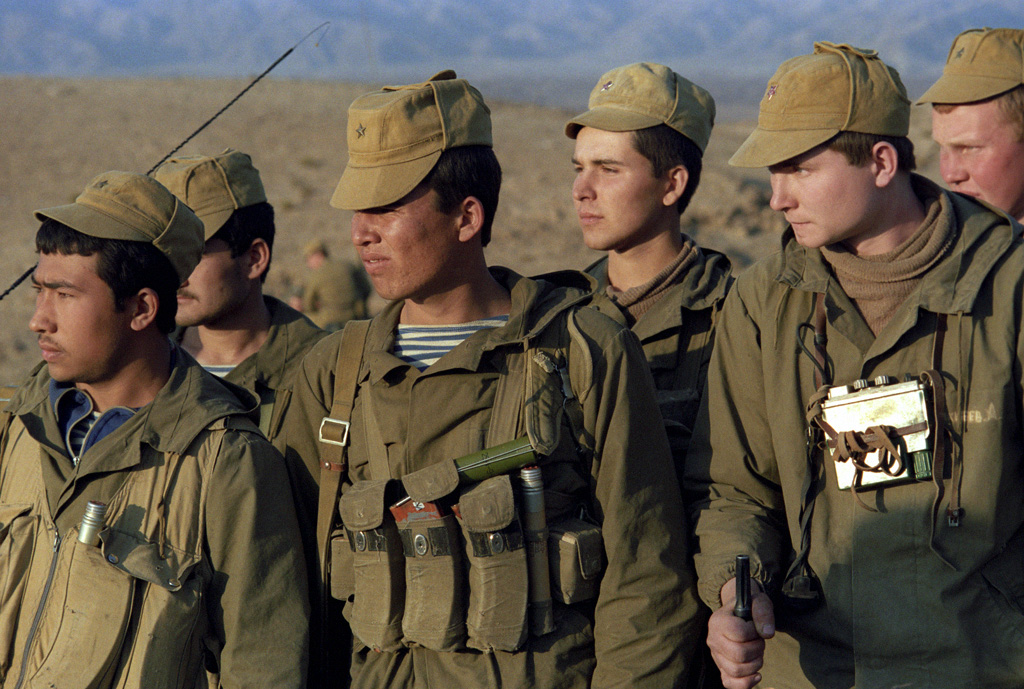
Группа специального назначения после выполнения боевого задания, ОКСВА, 18 февраля 1988 года, видны разгрузочные нагрудники «Пояс-А», в просторечии «разгрузка» («лифчик»)
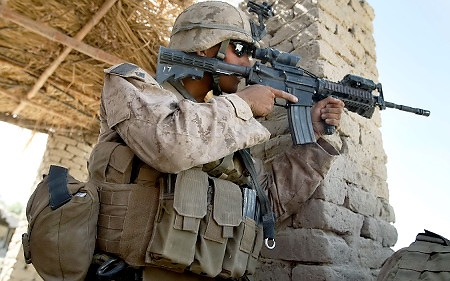
Морской пехотинец ВС США в Афганистане, 2 июля 2009 года
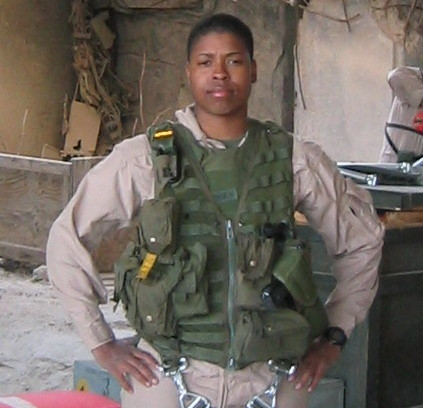
Разгрузочный жилет с лентами позволяет самостоятельно комплектовать карманами и сумками.
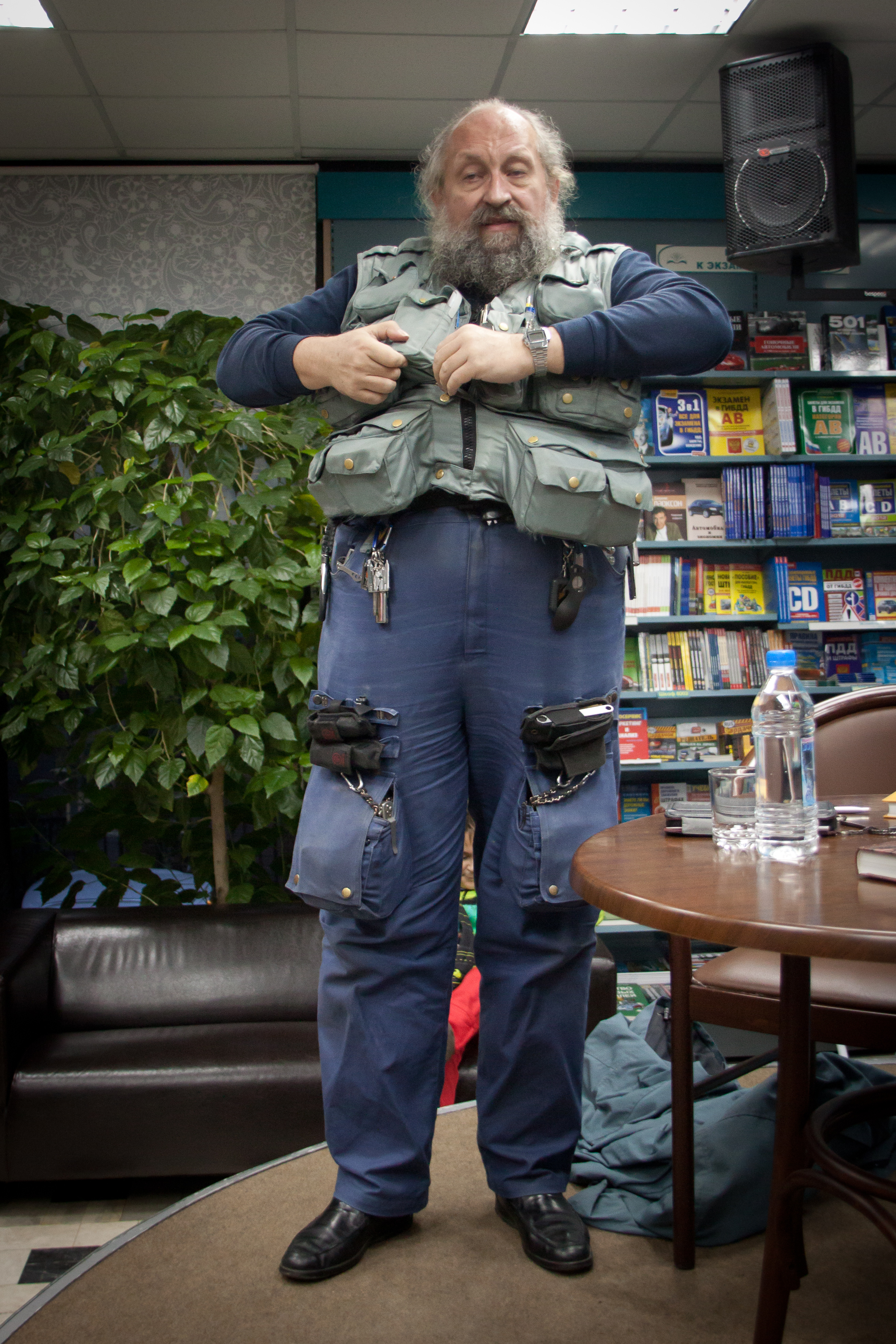
Анатолий Вассерман